# Saint-Léger-du-Ventoux
Saint-Léger-du-Ventoux è un comune francese di 32 abitanti situato nel dipartimento della Vaucluse della regione della Provenza-Alpi-Costa Azzurra.

## Società

### Evoluzione demografica
Abitanti censiti